# Ulica Antoniny Grygowej w Lublinie
Ulica Antoniny Grygowej w Lublinie – arteria komunikacyjna w Lublinie o długości 2,33 km, przebiegająca przez wschodnie krańce miasta.

## Przebieg
Ulica przebiega z północy na południe. Rozpoczyna się skrzyżowaniem ul. Jana Kasprowicza z ul. Mełgiewską. Z lewej strony mija centrum dystrybucji Tradis Sp. z o.o. i krzyżuje się z drogą serwisową ul. Metalurgicznej, nad którą za chwilę przebiega. Następnie tworzy skrzyżowanie z tą samą drogą serwisową, a kilkaset metrów dalej odchodzi od niej uliczka dojazdowa do zakładów przemysłowych. Potem przejeżdża wiaduktami nad ul. Tyszowiecką, linią kolejową nr 67 i jej bocznicami, oraz nad ul. Macieja Rataja. Później przechodzi przez rondo, z którego odchodzi zjazd do ww. ulicy, później krzyżuje się z drogą dojazdową do WORD-u, a kilkaset metrów dalej z prawej odchodzi od niej kolejna droga do zakładów przemysłowych. Przechodzi przez Rondo Braci Rylskich, przy tym krzyżując się z ulicami Pancerniaków i Erazma Plewińskiego. Ulica jest zakończona wiaduktem nad al. Wincentego Witosa. Dalej biegnie jako ul. Hieronima Dekutowskiego. Ulica w całości jest dwujezdniowa. Skrajne pasy każdej jezdni przeznaczone są dla autobusów i trolejbusów.

## Placówki i zakłady
Przy ulicy ulokowanych jest wiele zakładów przemysłowych, a także innych punktów użyteczności publicznej. Przy ulicy tej ulokowana jest siedziba Miejskiego Przedsiębiorstwa Komunikacyjnego w  Lublinie (adres Antoniny Grygowej 56), a także Komunalne Przedsiębiorstwo Robót Drogowych (adres Antoniny Grygowej 23). Przy ulicy także Ośrodek Doskonalenia Techniki Jazdy WORD (adres Antoniny Grygowej 32) i Centrum Aktywności Środowiskowej Miejskiego Ośrodka Pomocy Rodzinie (adres Antoniny Grygowej 4B).

## Wiadukt
Wiadukt nad linią kolejową nr 67 zbudowano w czasach PRL-u i miał 625 metrów długości. W roku 2009 pękły trzy wsporniki go podtrzymujące. W grudniu 2017 r. wiadukt został zamknięty dla ruchu a następnie wyburzony. Koszt inwestycji przewidywany był na 112 milionów złotych.  Ulica została otwarta po przebudowie 19 sierpnia 2019 r.

## Komunikacja miejska
Ulica jest objęta siecią linii Miejskiego Przedsiębiorstwa Komunikacyjnego w Lublinie. Przy ulicy znajdują się 4 przystanki autobusowe. Nad ulicą znajduje się trakcja trolejbusowa.